# Eoptychoptera altaica
Eoptychoptera altaica is een uitgestorven muggensoort uit de familie van de glansmuggen (Ptychopteridae). De wetenschappelijke naam van de soort werd voor het eerst geldig gepubliceerd in 1988 door Kalugina.